# Top 100 de l'American Film Institute
El top 100 de l'American Film Institute és una classificació de les cent millors pel·lícules americanes de la història del Cinema que ha estat establert per l'American Film Institute el 1998. És el primer d'una sèrie de classificacions anuals de 100 pel·lícules el criteri de les quals es renova cada any.

## La classificació

### L'original de 1998
| Classificació | Any  | Títol                                | Títol original                     | Director(s)                             |
| ------------- | ---- | ------------------------------------ | ---------------------------------- | --------------------------------------- |
| 1.            | 1941 | Citizen Kane                         |                                    | Orson Welles                            |
| 2.            | 1942 | Casablanca                           |                                    | Michael Curtiz                          |
| 3.            | 1972 | El padrí                             | The Godfather                      | Francis Ford Coppola                    |
| 4.            | 1939 | Allò que el vent s'endugué           | Gone With the Wind                 | Victor Fleming                          |
| 5.            | 1962 | Lawrence d'Aràbia                    | Lawrence of Arabia                 | David Lean                              |
| 6.            | 1939 | El màgic d'Oz                        | The Wizard of Oz                   | Victor Fleming                          |
| 7.            | 1967 | El graduat                           | The Graduate                       | Mike Nichols                            |
| 8.            | 1954 | La llei del silenci                  | On the Waterfront                  | Elia Kazan                              |
| 9.            | 1993 | La llista de Schindler               | Schindler's List                   | Steven Spielberg                        |
| 10.           | 1952 | Cantant sota la pluja                | Singin' in the Rain                | Stanley Donen, Gene Kelly               |
| 11.           | 1946 | Que bonic que és viure               | It's a Wonderful Life              | Frank Capra                             |
| 12.           | 1950 | Sunset Boulevard                     |                                    | Billy Wilder                            |
| 13.           | 1957 | El pont sobre el riu Kwai            | The Bridge on the River Kwai       | David Lean                              |
| 14.           | 1959 | Ningú no és perfecte                 | Some Like it Hot                   | Billy Wilder                            |
| 15.           | 1977 | La guerra de les galàxies            | Star Wars                          | George Lucas                            |
| 16.           | 1950 | Tot sobre Eva                        | All About Eve                      | Joseph L. Mankiewicz                    |
| 17.           | 1951 | La reina d'Àfrica                    | The African Queen                  | John Huston                             |
| 18.           | 1960 | Psicosi                              | Psycho                             | Alfred Hitchcock                        |
| 19.           | 1974 | Chinatown                            |                                    | Roman Polanski                          |
| 20.           | 1975 | Algú va volar sobre el niu del cucut | One Flew over the Cuckoo's Nest    | Miloš Forman                            |
| 21.           | 1940 | El raïm de la ira                    | The Grapes of Wrath                | John Ford                               |
| 22.           | 1968 | 2001: una odissea de l'espai         | 2001: A Space Odyssey              | Stanley Kubrick                         |
| 23.           | 1941 | El falcó maltès                      | The Maltese Falcon                 | John Huston                             |
| 24.           | 1980 | Raging Bull                          |                                    | Martin Scorsese                         |
| 25.           | 1982 | ET, l'extraterrestre                 | E.T. - The Extra-Terrestrial       | Steven Spielberg                        |
| 26.           | 1964 | Dr. Strangelove                      |                                    | Stanley Kubrick                         |
| 27.           | 1967 | Bonnie i Clyde                       | Bonnie and Clyde                   | Arthur Penn                             |
| 28.           | 1979 | Apocalypse Now                       |                                    | Francis Ford Coppola                    |
| 29.           | 1939 | Mr. Smith Goes to Washington         |                                    | Frank Capra                             |
| 30.           | 1948 | El tresor de Sierra Madre            | The Treasure of the Sierra Madre   | John Huston                             |
| 31.           | 1977 | Annie Hall                           |                                    | Woody Allen                             |
| 32.           | 1974 | El padrí II                          | The Godfather part II              | Francis Ford Coppola                    |
| 33.           | 1952 | Sol davant el perill                 | High Noon                          | Fred Zinnemann                          |
| 34.           | 1962 | To Kill a Mockingbird                |                                    | Robert Mulligan                         |
| 35.           | 1934 | Va succeir una nit                   | It Happened One Night              | Frank Capra                             |
| 36.           | 1969 | Cowboy de mitjanit                   | Midnight Cowboy                    | John Schlesinger                        |
| 37.           | 1946 | Els millors anys de la nostra vida   | The Best Years of Our Lives        | William Wyler                           |
| 38.           | 1944 | Double Indemnity                     |                                    | Billy Wilder                            |
| 39.           | 1965 | Doctor Givago                        | Doctor Zhivago                     | David Lean                              |
| 40.           | 1959 | Perseguit per la mort                | North by Northwest                 | Alfred Hitchcock                        |
| 41.           | 1961 | West Side Story                      |                                    | Robert Wise                             |
| 42.           | 1954 | La finestra indiscreta               | Rear Window                        | Alfred Hitchcock                        |
| 43.           | 1933 | King Kong                            |                                    | Merian C. Cooper i Ernest B. Schoedsack |
| 44.           | 1915 | El naixement d'una nació             | The Birth of a Nation              | D. W. Griffith                          |
| 45.           | 1951 | A Streetcar Named Desire             |                                    | Elia Kazan                              |
| 46.           | 1971 | A Clockwork Orange                   |                                    | Stanley Kubrick                         |
| 47.           | 1976 | Taxi Driver                          |                                    | Martin Scorsese                         |
| 48.           | 1975 | Jaws                                 |                                    | Steven Spielberg                        |
| 49.           | 1937 | La Blancaneu i els set nans          | Snow White and the Seven Dwarfs    | David Hand                              |
| 50.           | 1969 | Butch Cassidy and the Sundance Kid   |                                    | George Roy Hill                         |
| 51.           | 1940 | The Philadelphia Story               |                                    | George Cukor                            |
| 52.           | 1953 | D'aquí a l'eternitat                 | From Here to Eternity              | Fred Zinnemann                          |
| 53.           | 1984 | Amadeus                              |                                    | Miloš Forman                            |
| 54.           | 1930 | All Quiet on the Western Front       |                                    | Lewis Milestone                         |
| 55.           | 1965 | Somriures i llàgrimes                | The Sound of Music                 | Robert Wise                             |
| 56.           | 1970 | M*A*S*H                              |                                    | Robert Altman                           |
| 57.           | 1949 | El tercer home                       | The Third Man                      | Carol Reed                              |
| 58.           | 1940 | Fantasia                             |                                    | Walt Disney                             |
| 59.           | 1955 | Rebel sense causa                    | Rebel Without a Cause              | Nicholas Ray                            |
| 60.           | 1981 | A la recerca de l'arca perduda       | Raiders of the Lost Ark            | Steven Spielberg                        |
| 61.           | 1958 | Vertigen, d'entre els morts          | Vertigo                            | Alfred Hitchcock                        |
| 62.           | 1982 | Tootsie                              |                                    | Sydney Pollack                          |
| 63.           | 1939 | Stagecoach                           |                                    | John Ford                               |
| 64.           | 1977 | Encontres a la tercera fase          | Close Encounters of the Third Kind | Steven Spielberg                        |
| 65.           | 1991 | El silenci dels anyells              | The Silence of the Lambs           | Jonathan Demme                          |
| 66.           | 1976 | Network                              |                                    | Sidney Lumet                            |
| 67.           | 1962 | El missatger de la por               | The Manchurian Candidate           | John Frankenheimer                      |
| 68.           | 1951 | Un americà a París                   | An American in Paris               | Vincente Minnelli                       |
| 69.           | 1953 | Arrels profundes                     | Shane                              | George Stevens                          |
| 70.           | 1971 | French Connection                    | The French Connection              | William Friedkin                        |
| 71.           | 1994 | Forrest Gump                         |                                    | Robert Zemeckis                         |
| 72.           | 1959 | Ben Hur                              |                                    | William Wyler                           |
| 73.           | 1939 | Cims borrascosos                     | Wuthering Heights                  | William Wyler                           |
| 74.           | 1925 | La quimera de l'or                   | The Gold Rush                      | Charles Chaplin                         |
| 75.           | 1990 | Ballant amb llops                    | Dances With Wolves                 | Kevin Costner                           |
| 76.           | 1931 | City Lights                          |                                    | Charles Chaplin                         |
| 77.           | 1973 | American Graffiti                    |                                    | George Lucas                            |
| 78.           | 1976 | Rocky                                |                                    | John G. Avildsen                        |
| 79.           | 1978 | El caçador                           | The Deer Hunter                    | Michael Cimino                          |
| 80.           | 1969 | Grup salvatge                        | The Wild Bunch                     | Sam Peckinpah                           |
| 81.           | 1936 | Modern Times                         |                                    | Charles Chaplin                         |
| 82.           | 1956 | Gegant                               | Giant                              | George Stevens                          |
| 83.           | 1986 | Platoon                              |                                    | Oliver Stone                            |
| 84.           | 1996 | Fargo                                |                                    | Joel Coen i Ethan Coen                  |
| 85.           | 1933 | Duck Soup                            |                                    | Leo McCarey                             |
| 86.           | 1935 | Rebel·lió a bord                     | Mutiny on the Bounty               | Frank Lloyd                             |
| 87.           | 1931 | Frankenstein                         |                                    | James Whale                             |
| 88.           | 1969 | Easy Rider                           |                                    | Dennis Hopper                           |
| 89.           | 1970 | Patton                               |                                    | Franklin J. Schaffner                   |
| 90.           | 1927 | The Jazz Singer                      |                                    | Alan Crosland                           |
| 91.           | 1964 | My Fair Lady                         |                                    | George Cukor                            |
| 92.           | 1951 | A Place in the Sun                   |                                    | George Stevens                          |
| 93.           | 1960 | L'apartament                         | The Apartment                      | Billy Wilder                            |
| 94.           | 1990 | Un dels nostres                      | Goodfellas                         | Martin Scorsese                         |
| 95.           | 1994 | Pulp Fiction                         |                                    | Quentin Tarantino                       |
| 96.           | 1956 | Centaures del desert                 | The Searchers                      | John Ford                               |
| 97.           | 1938 | Quina fera de nena!                  | Bringing Up Baby                   | Howard Hawks                            |
| 98.           | 1992 | Sense perdó                          | Unforgiven                         | Clint Eastwood                          |
| 99.           | 1967 | Endevina qui ve a sopar              | Guess Who's Coming to Dinner       | Stanley Kramer                          |
| 100.          | 1942 | Yankee Doodle Dandy                  |                                    | Michael Curtiz                          |

### Actualització del 2007
El 20 de juny del 2007, es va editar una nova llista per l'AFI.
23 films van ser suprimits de la llista original :
39. Doctor Givago (1965)

44. El naixement d'una nació (1915)

52. D'aquí a l'eternitat (1953)

53. Amadeus (1984)

54. All Quiet on the Western Front (1930)

57. El tercer home (1949)

58. Fantasia (1940)

59. Rebel sense causa (1955)

63. Stagecoach (1939)

64. Encontres a la tercera fase (1977)

67. El missatger de la por (1962)

68. Un americà a París (1951)

73. Cims borrascosos (1939)

75. Ballant amb llops (1990)

82. Gegant (1956)

84. Fargo (1996)

86. Rebel·lió a bord (1935)

87. Frankenstein (1931)

89. Patton (1970)

90. The Jazz Singer (1927)

91. My Fair Lady (1964)

92. A Place in the Sun' (1951)

99. Endevina qui ve a sopar (1967)
4 films estrenats entre 1997 i 2006 van ser afegits:
50. El senyor dels anells: La germandat de l'anell (2001)

71. Saving Private Ryan (1998)

83. Titanic (1997)

89. The Sixth Sense
19 films realitzats entre 1916 i 1995 han estat igualment afegits :
18. El Maquinista de la General (1927)

49. Intolerance: Love's Struggle Throughout the Ages (1916)

59. Nashville (1975)

61. Sullivan's Travels (1941)

63. Cabaret (1972)

67. Qui té por de Virginia Woolf? (1967)

77. Tots els homes del president (1976)

81. Espàrtac (1960)

82. Sunrise: A Song of Two Humans (1927)

85. Una nit a l'òpera (1935)

87. Dotze homes sense pietat (1957)

90. En ales de la dansa (1936)

91. La decisió de la Sophie (1982)

95. L'última projecció (1971)

96. Do the Right Thing (1989)

97. Blade Runner (1982)

99. Toy Story (1995)
Steven Spielberg és el cineasta que té més pel·lícules en l'últim Top 100 de l'American Film Institute (Jaws, Encontres a la tercera fase, A la recerca de l'arca perduda, ET, l'extraterrestre, La llista de Schindler). Pel que respecta a això, va declarar: "Estic molt honorat de ser en aquesta llista. He parlat amb Jeannie Furstenberg, directora de l'AFI per demanar-li voluntàriament que en retiri dos a canvi de les meves tries. Voldria donar Jaws i A la recerca de l'arca perduda a Sullivan's Travels de Preston Sturges i Una nit a l'òpera dels germans Marx."
James Stewart, Katharine Hepburn, Robert De Niro i Robert Duvall són els actors més representats.